# Alternador

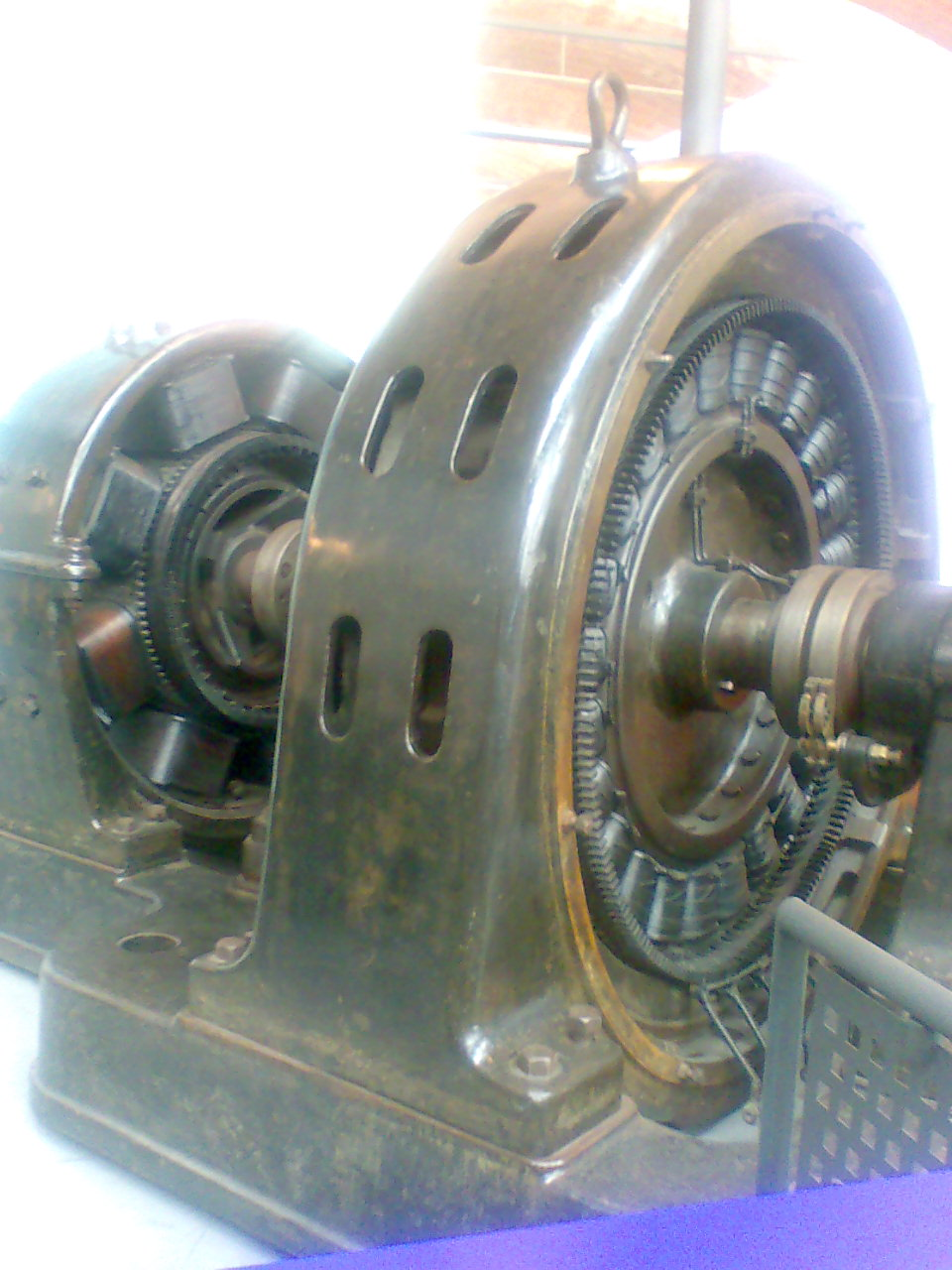

Alternador é uma máquina que transforma energia mecânica em energia elétrica. É utilizado em diversas áreas, desde geradores de energia portáteis, em automóveis e até nas usinas hidrelétricas.

## Descrição
O alternador funciona de acordo com o fenômeno da Indução eletromagnética, ele aproveita o mesmo princípio físico básico, onde a corrente elétrica flui através do rotor criando um campo magnético que induz a movimentação dos elétrons nas bobinas do estator, que resultará em corrente alternada. É importante saber que a intensidade desta tensão/corrente não é constante. 
Após cada giro de 360 graus, o ciclo da tensão se repete. Por isso, num giro uniforme consegue-se uma alteração periódica da tensão, que pode ser representada como onda senoidal com meia-onda positiva e meia negativa. 

## Características
- Transforma energia mecânica em elétrica.
- Produz corrente alternada induzida por campo magnético.

## Alternador automotivo
Possui as mesmas características de um alternador com a adição de um retificador e um regulador de tensão. Pois os automóveis operam com corrente contínua a um nível de tensão de 12,6 a 15 volts. 
- Gerencia eletronicamente a tensão produzida.
- Retifica a corrente produzida.